# Discografia de Savage Garden
A Discografia de Savage Garden, banda australiana vencedora do ARIA Awards, inclui dois álbuns de estúdio, um álbum e DVD ao vivo, além de diversos singles e coletâneas, lançados desde 1996 pela Columbia Records e Sony Music.

## Álbuns
| Ano  | Título        | Informações                              | Posições de Chart | Posições de Chart | Posições de Chart | RIAA Cert. |
| Ano  | Título        | Informações                              | EUA               | UK                | AUS               | RIAA Cert. |
| ---- | ------------- | ---------------------------------------- | ----------------- | ----------------- | ----------------- | ---------- |
| 1997 | Savage Garden | - Álbum de estréia - Formato: CD         | 3                 | 2                 | 1                 | 7x Platina |
| 1999 | Affirmation   | - Segundo álbum de estúdio - Formato: CD | 6                 | 7                 | 1                 | 3x Platina |

### Coletâneas
| Ano  | Título | Paradas | Paradas | Paradas | Paradas | Paradas | Certificações             |
| Ano  | Título | AUS     | JPN     | NZ      | SUE     | UK      | Certificações             |
| ---- | --- | ------- | ------- | ------- | ------- | ------- | ------------------------- |
| 1998 | Truly Madly Deeply – Ultra Rare Tracks - Lançamento: 14 de abril 1998 - Selo: Sony - Formato: CD (apenas no Japão)                      | —       | 56      | —       | —       | —       |                           |
| 1998 | The Future of Earthly Delites - Lançamento: 30 de abril 1998 - Selo: Columbia - Formato: CD                                             | —       | —       | —       | —       | —       |                           |
| 2005 | Truly Madly Completely: The Best of Savage Garden - Lançamento: 1 de novembro 2005 - Selo: Columbia - Formato: CD/DVD, download digital | 11      | 58      | 15      | 31      | 25      | - AUS: Platina - UK: Ouro |
| 2015 | The Singles - Lançamento: 12 de junho 2015 - Selo: JWM, Universal - Formato: CD/DVD, download digital                                   | 15      | —       | —       | —       | 193     |                           |

### EPs
| Ano  | Título                   | Detalhes                                                                        | Paradas | Paradas |
| Ano  | Título                   | Detalhes                                                                        | AUS     | JPN     |
| ---- | ------------------------ | ------------------------------------------------------------------------------- | ------- | ------- |
| 2000 | Ultra Hit Tracks         | - Lançamento: 2 de janeiro de 2000 - Selo: Sony / Formato: CD (apenas no Japão) | —       | —       |
| 2000 | Affirmation: The B-Sides | - Lançamento: 23 de março de 2000 - Selo: Sony / Formato: CD (apenas no Japão)  | —       | —       |

## Singles
| Ano  | Single               | Álbum         | Posições de Chart | Posições de Chart | Posições de Chart | Posições de Chart | Posições de Chart | Posições de Chart | Posições de Chart | Posições de Chart | Posições de Chart | Posições de Chart |
| Ano  | Single               | Álbum         | EUA               | UK                | AUS               | CAN               | SUI               | AUT               | FRA               | SUE               | NOR               | BRA               |
| ---- | -------------------- | ------------- | ----------------- | ----------------- | ----------------- | ----------------- | ----------------- | ----------------- | ----------------- | ----------------- | ----------------- | ----------------- |
| 1996 | "I Want You"         | Savage Garden | 4                 | 11                | 4                 | 1                 | 21                | 14                | 15                | 11                | -                 | 6                 |
| 1996 | "To The Moon & Back" | Savage Garden | 24                | 3                 | 1                 | -                 | 16                | -                 | 11                | 11                | -                 | 32                |
| 1997 | "Truly Madly Deeply" | Savage Garden | 1                 | 4                 | 1                 | 1                 | 7                 | 2                 | 9                 | 2                 | 2                 | 1                 |
| 1997 | "Break Me Shake Me"  | Savage Garden | -                 | -                 | 7                 | -                 | -                 | -                 | -                 | 39                | -                 | -                 |
| 1997 | "Universe"           | Savage Garden | -                 | -                 | 26                | -                 | -                 | -                 | -                 | -                 | -                 | -                 |
| 1998 | "Santa Monica"       | Savage Garden | -                 | -                 | -                 | -                 | -                 | -                 | -                 | -                 | -                 | -                 |
| 1999 | "Tears of Pearls"    | Savage Garden | -                 | -                 | -                 | -                 | -                 | -                 | -                 | 32                | -                 | -                 |
| 1999 | "The Animal Song"    | Affirmation   | 19                | 16                | 3                 | -                 | -                 | -                 | -                 | 3                 | 12                | 36                |
| 1999 | "I Knew I Loved You" | Affirmation   | 1                 | 10                | 4                 | -                 | 34                | 36                | 43                | 3                 | 7                 | 1                 |
| 2000 | "Affirmation"        | Affirmation   | -                 | 8                 | 16                | -                 | -                 | -                 | -                 | 26                | -                 | -                 |
| 2000 | "Crash and Burn"     | Affirmation   | 24                | 14                | 16                | -                 | -                 | -                 | -                 | 28                | -                 | 31                |
| 2000 | "Chained to You"     | Affirmation   | -                 | -                 | 21                | -                 | -                 | -                 | -                 | -                 | -                 | -                 |
| 2000 | "Hold Me"            | Affirmation   | -                 | 16                | 51                | -                 | -                 | -                 | -                 | -                 | -                 | -                 |
| 2001 | "The Best Thing"     | Affirmation   | -                 | 35                | -                 | -                 | -                 | -                 | -                 | -                 | -                 | -                 |

### Singles promocionais
| Ano  | Música                                | Álbum         |
| ---- | ------------------------------------- | ------------- |
| 1998 | "All Aroud Me"                        | Savage Garden |
| 1999 | "Last Christmas / I Knew I Loved You" | Single        |

## DVDs
- The Video Collection (1998)
- Superstars and Cannonballs (2000)

Ver também: Discografia de Darren Hayes